# Sjarhej Azaraŭ
Sjarhej Mikalaevič Azaraŭ (in bielorusso Сяргей Мікалаевіч Азараў?; Minsk, 19 maggio 1983) è uno scacchista bielorusso, noto come Sergei Azarov nei paesi occidentali.
Grande maestro dal 2003, ha vinto due volte il Campionato bielorusso (nel 2001 e 2002).
Nel 2011 ha partecipato alla Coppa del Mondo di scacchi, superando nel primo turno Artëm Timofeev; nel secondo turno è stato eliminato da Vüqar Həşimov.
Altri risultati:
- 2003 :  secondo nel Campionato del mondo U20, vinto da Şəhriyar Məmmədyarov;
- 2006 :  vince il torneo open di Istanbul;
- 2009 :  vince il torneo open di Béthune;
- 2011 :  2º-9º nel Chigorin Memorial di San Pietroburgo (7º per spareggio tecnico), dietro a Dmitrij Bočarov;[1]
- 2012 :  2º-14º nel campionato europeo individuale (10º per spareggio Buholz), dietro a Dmitrij Jakovenko;[2]
- 2012 :  vince il 3º Continental Chess Championships di Arlington in Virginia;
- 2014 :  in marzo è pari primo con Axel Bachmann nel fortissimo open di Cappelle la Grande (secondo per spareggio Bucholz); a novembre vince il Millionaire Chess Open di Las Vegas, per spareggio tecnico su Samuel Shankland, Timur Gareev, Daniel Naroditsky e Dávid Bérczes;[3]

Ha raggiunto il rating FIDE più alto in giugno-settembre 2013, con 2672 punti Elo.